# Condado de Delta (Colorado)
O Condado de Delta é um dos 64 condados do Estado americano do Colorado. A sede do condado é Delta, e sua maior cidade é Delta. O condado possui uma área de 2975 km² (dos quais 17 km² estão cobertos por água), uma população de 27 834 habitantes, e uma densidade populacional de 9 hab/km² (segundo o censo nacional de 2000). O condado foi fundado em 11 de fevereiro de 1883 com a divisão do condado de Gunnison.